# Serie D 2012-2013
La Serie D 2012-2013 è stata la 65ª edizione del campionato interregionale di calcio disputata in Italia, è gestita per la 55ª volta dalla Lega Nazionale Dilettanti.

## Stagione

### Aggiornamenti
Al torneo hanno preso parte 166 squadre divise in nove gironi, due dei quali composti da 20 squadre e i restanti sette da 18 squadre. Tra esse figurano 6 club reintegrati di cui 2 ripescati e 4 in soprannumero. L'elenco delle otto società escluse comprende invece:
- l'Atessa Val di Sangro
- la Virtus Casarano
- l'Atletico Trivento
- la Rudianese
- l'Acqui
- le retrocesse Ebolitana, Montichiari e Valenzana

A causa delle iscrizioni di tre squadre provenienti dalla Lega Pro e poi fallite, quali il Foggia (che si iscrive con una nuova società, visto che quella fallita è ripartita dalla Terza categoria), il Taranto e la Real SPAL dopo la mancata iscrizione ai campionati professionistici, si è venuto a creare un numero dispari di squadre totali, che ha indotto la Lega a decidere motu proprio l'ulteriore ripescaggio di una squadra già condannata all'Eccellenza, il Cynthia, oltre alle due che erano state già precedentemente reintegrate a completamento degli organici, la Fortis Juventus e il Darfo Boario.
Le due squadre ripescate sono:
- Darfo Boario
- Fortis Juventus

Le 4 squadre ammesse in soprannumero sono:
- Foggia
- Real SPAL
- Taranto
- Cynthia (motu proprio LND per pareggiare i quadri)

Avvengono le seguenti fusioni, cessioni di titoli e cambi di denominazione sociale:
- La Pro Imperia si fonde con l'A.S.D. Imperia Calcio dando vita all'Associazione Sportiva Dilettantistica Imperia.
- Il neopromosso dall'Eccellenza veneta, il Trissino, si fonde con l'A.C. Nuova Valdagno, dando vita al Trissino-Valdagno
- Il Pizzighettone cede il titolo sportivo alla Pergolettese.
- Il Carpenedolo cede il titolo sportivo all'Atletico Montichiari
- Il Villalvernia VB cambia denominazione in Tortona Villalvernia.
- Il Naviglio Trezzano cambia denominazione in Trezzano.
- La Turris trasferiscie il titolo sportivo a Nola, iscrivendosi con il nome di Hyria Nola.
- Il neoretrocesso Neapolis si trasferisce a Torre del Greco ed assume la denominazione di Torre Neapolis.
- L'Internapoli trasferisce il titolo a Pozzuoli diventando S.S.D. Puteolana 1902 Internapoli.
- L'A.S.D. Matera Calcio si iscrive al campionato acquisendo il titolo dell'Irsinese.
- Il Nuvla San Felice cede il titolo al Gladiator.
- L'Adrano cede il titolo sportivo al Compr. Normanno.

### Formato
Il campionato, la cui stagione regolare è iniziata il 2 settembre 2012 e terminata il 5 maggio 2013. Sono state effettuate, come ormai consuetudine da anni, soste del campionato a Capodanno e a febbraio per il Torneo di Viareggio, al quale parteciperà anche la Rappresentativa Serie D. Anche in questa stagione per determinare i piazzamenti nella graduatoria finale, a conclusione dei campionati, non ci sono stati al termine della stagione regolare i pari merito, mantenendo in vigore l'uso integrale della classifica avulsa.
Inizialmente, in seguito al blocco dei ripescaggi nei campionati professionistici nel 2013 già deliberato dal Consiglio federale della F.I.G.C., quest'anno si era deciso di non far svolgere i play-off, resi peraltro già inutili nella stagione passata ma, su pressione dell'Associazione Italiana Calciatori che ha ottenuto il rinvio di un anno della riforma della Lega Pro, sono stati ripristinati durante l'Assemblea tenutasi il 3 dicembre specificando che, nell'ipotesi di mancata ammissione in Lega Pro Seconda Divisione attraverso il ripescaggio, verranno riconosciuti dei premi in denaro alla vincente (30 000 euro) e alla finalista (15 000 euro). I play-off si sono svolti dal 12 maggio al 9 giugno 2013 e hanno portato effettivamente al ripescaggio delle due finaliste.

## Squadre Partecipanti

### Girone A
- Asti
- Bogliasco D'Albertis
- Borgosesia
- Bra
- Chiavari Caperana
- Chieri
- Derthona
- Folgore Caratese
- Gozzano
- Imperia
- Lavagnese
- Novese
- Santhià
- Sestri Levante
- Tortona Villalvernia
- Trezzano
- Verbania
- Verbano

### Girone B
- AlzanoCene
- Atletico Montichiari
- Aurora Seriate
- Caravaggio
- Caronnese
- Castellana
- Darfo Boario
- Fersina Perginese
- Lecco
- MapelloBonate
- Mezzocorona
- Olginatese
- Pergolettese
- Pontisola
- Pro Sesto
- Sant'Angelo
- Sankt Georgen
- Seregno
- Trento
- Voghera

### Girone C
- Belluno
- Cerea
- Clodiense
- Delta Porto Tolle
- Este
- Giorgione
- Kras Repen
- Legnago
- Montebelluna
- Pordenone
- Real Vicenza
- Sacilese
- Sambonifacese
- SanDonàJesolo
- San Paolo PD
- Sanvitese
- Tamai
- Trissino-Valdagno
- Union Quinto
- Virtus Verona

### Girone D
- Atletico BP Pro Piacenza
- Bagnolese
- Camaiore
- Castenaso Van Goof
- Fidenza
- Forcoli
- Formigine
- Fortis Juventus
- Lucchese
- Massese
- Mezzolara
- Pistoiese
- Real SPAL
- Riccione
- Rosignano Sei Rose
- Tuttocuoio
- Virtus Castelfranco
- Virtus Pavullese

### Girone E
- Arezzo
- Bastia
- Casacastalda
- Castel Rigone
- Deruta
- FiesoleCaldine
- Flaminia C.C.
- Lanciotto Campi Bisenzio
- Pianese
- Pierantonio
- Pontevecchio
- Sansepolcro
- Scandicci
- Sporting Terni
- Todi
- Trestina
- Viterbese
- Voluntas Spoleto

### Girone F
- Amiternina
- Ancona
- Astrea
- Celano
- Città di Marino
- Civitanovese
- Fidene
- Isernia
- Jesina
- Maceratese
- Olympia Agnonese
- Recanatese
- R.C. Angolana
- Sambenedettese
- San Cesareo
- San Nicolò
- Termoli
- Vis Pesaro

### Girone G
- Anziolavinio
- Arzachena
- Budoni
- Casertana
- Civitavecchia
- Cynthia
- Hyria Nola
- Isola Liri
- LVPA Frascati
- Ostia Mare
- Palestrina
- Porto Torres
- Progetto Sant'Elia
- Sarnese
- Selargius
- Sora
- Torre Neapolis
- Torres

### Girone H
- Battipagliese
- Bisceglie
- Brindisi
- CTL Campania
- Gladiator
- Grottaglie
- Foggia
- Fortis Trani
- FC Francavilla
- Ischia Isolaverde
- Matera
- Monospolis
- Nardò
- Pomigliano
- Potenza
- Puteolana Internapoli
- Sant'Antonio Abate
- Taranto

### Girone I
- Acireale
- Agropoli
- Città de la Cava
- Città di Messina
- Comprensorio Montalto
- Cosenza
- Gelbison
- Licata
- Messina
- Nissa
- Noto
- Palazzolo
- Compr. Normanno
- Ragusa
- Ribera
- Sambiase
- Savoia
- Vibonese

## Play-off nazionali
I play-off sono iniziati il 12 maggio, vi prendono parte dalla 2ª alla 5ª classificata di ogni girone (dalla 3ª alla 6ª il girone G), più n ripescaggio la peggior semifinalista di Coppa Serie D secondo il quoziente punti ottenuti nella manifestazione, la migliore semifinalista e la vincitrice della Coppa Serie D. La prima fase è caratterizzata dagli abbinamenti di girone, con gare uniche 2^ contro 5^ e 3^ contro 4^, le cui vincenti si sono affrontate nella seconda fase (15 maggio). Nella terza fase (19 maggio) vi partecipano le 9 vincenti il turno precedente più la semifinalista di Coppa Italia. Il diritto a giocare in casa è determinato dall'assegnazione di cinque teste di serie secondo una graduatoria stilata in virtù della migliore posizione in classifica al termine della stagione regolare (in caso di parità si vede il quoziente punti). La quarta fase ha inizio il 26 maggio e vi partecipano le 5 squadre vincenti il turno precedente più la miglior semifinalista della Coppa Serie D in ripescaggio(teste di serie e abbinamenti decisi con gli stessi criteri della terza fase). Proseguendo, accedono alle semifinali (2 giugno) le società che passano il turno alle quali si aggiunge la vincente della Coppa Serie D. La finale è fissata per il 9 giugno in gara unica e in campo neutro.

### Terza fase
Il diritto a giocare in casa è determinato dall'assegnazione di cinque teste di serie secondo una graduatoria stilata in virtù della migliore posizione in classifica al termine della stagione regolare (in caso di parità si vede il quoziente punti). Gli abbinamenti delle partite vengono fatti tenendo conto della vicinanza geografica tra le squadre interessate.
Teste di serie
 Cosenza (2ª classificata Girone I)
 Santhià (2ª classificata Girone A)
 Matera (3ª classificata Girone H)
 Viterbese (3ª classificata Girone E)
 Olginatese (3ª classificata Girone B)
Non teste di serie
 Maceratese (4ª classificata Girone F)
 Virtus Verona (4ª classificata Girone C)
 Casertana (4ª classificata Girone G)
 Pistoiese (5ª classificata Girone D)
 Arezzo (semifinalista Coppa Italia di Serie D)
|            | Risultati     |               | Luogo e data             |
| ---------- | ------------- | ------------- | ------------------------ |
| Cosenza    | 1-1 (1-4 dtr) | Casertana     | Cosenza, 19 maggio 2013  |
| Santhià    | 2-0           | Pistoiese     | Santhia, 19 maggio 2013  |
| Matera     | 2-0           | Maceratese    | Matera, 19 maggio 2013   |
| Viterbese  | 1-1 (4-2 dtr) | Arezzo        | Viterbo, 19 maggio 2013  |
| Olginatese | 1-2           | Virtus Verona | Olginate, 19 maggio 2013 |
|            |               |               |                          |

### Quarta fase
Il diritto a giocare in casa è determinato dall'assegnazione di tre teste di serie secondo una graduatoria stilata in virtù della migliore posizione in classifica al termine della stagione regolare (in caso di parità si vede il quoziente punti). Gli abbinamenti delle partite vengono fatti tenendo conto della vicinanza geografica tra le squadre interessate.
Teste di Serie:
 Santhià (2ª classificata girone A)
 Matera (3ª classificata girone H)
 Viterbese (3ª classificata girone E)

Non teste di serie
 Virtus Verona (4ª classificata girone C)
 Casertana (4ª classificata girone G)
 Virtus Castelfranco (miglior semifinalista Coppa Italia di Serie D)
|           | Risultati     |                     | Luogo e data            |
| --------- | ------------- | ------------------- | ----------------------- |
| Santhià   | 1-1 (3-5 dtr) | Virtus Verona       | Santhià, 25 maggio 2013 |
| Matera    | 0-0 (3-4 dtr) | Casertana           | Matera, 25 maggio 2013  |
| Viterbese | 0-5           | Virtus Castelfranco | Viterbo, 25 maggio 2013 |
|           |               |                     |                         |

### Semifinali
Alle semifinali hanno accesso Virtus Verona, Casertana, Virtus Castelfranco e Torre Neapolis (come vincitrice della Coppa Italia di Serie D)
|               | Risultati |                     | Luogo e data           |
| ------------- | --------- | ------------------- | ---------------------- |
| Virtus Verona | 3-2       | Virtus Castelfranco | Ferrara, 2 giugno 2013 |
| Casertana     | 2-0       | Torre Neapolis      | Sora, 2 giugno 2013    |
|               |           |                     |                        |

### Finale
|               | Risultati |           | Luogo e data           |
| ------------- | --------- | --------- | ---------------------- |
| Virtus Verona | 3-1       | Casertana | Foligno, 9 giugno 2013 |
|               |           |           |                        |

## Poule scudetto
Lo Scudetto Dilettanti viene assegnato dopo un torneo fra le vincitrici dei 9 gironi. Le squadre vengono divise in 3 triangolari le cui vincitrici, più la migliore seconda, accedono alle semifinali e poi alla finale, tutti i match della fase finale si disputano in gara unica e in campo neutro.

### Squadre partecipanti
| Triangolare 1 | Triangolare 2     | Triangolare 3     |
| ------------- | ----------------- | ----------------- |
| Bra           | Pergolettese      | Delta Porto Tolle |
| Tuttocuoio    | Castel Rigone     | Sambenedettese    |
| Torres        | Ischia Isolaverde | Messina           |

### Turno preliminare

#### Triangolare 1
| Squadra              | P.ti | G | V | N | P | GF | GS | DR |
| -------------------- | ---- | - | - | - | - | -- | -- | -- |
| 1. Bra               | 4    | 2 | 1 | 1 | 0 | 4  | 3  | +1 |
| 2. Delta Porto Tolle | 4    | 2 | 1 | 1 | 0 | 4  | 3  | +1 |
| 3. Pergolettese      | 0    | 2 | 0 | 0 | 2 | 0  | 2  | -2 |

|                   | Risultati |                   | Luogo e data                |
| ----------------- | --------- | ----------------- | --------------------------- |
| Pergolettese      | 0-1       | Delta Porto Tolle | Crema, 8 maggio 2013        |
| Bra               | 1-0       | Pergolettese      | Bra, 12 maggio 2013         |
| Delta Porto Tolle | 3-3       | Bra               | Porto Tolle, 15 maggio 2013 |
|                   |           |                   |                             |

#### Triangolare 2
| Squadra           | P.ti | G | V | N | P | GF | GS | DR |
| ----------------- | ---- | - | - | - | - | -- | -- | -- |
| 1. Tuttocuoio     | 6    | 2 | 2 | 0 | 0 | 4  | 0  | +4 |
| 2. Castel Rigone  | 3    | 2 | 1 | 0 | 1 | 3  | 3  | 0  |
| 3. Sambenedettese | 0    | 2 | 0 | 0 | 2 | 1  | 5  | -4 |

|                | Risultati |                | Luogo e data                             |
| -------------- | --------- | -------------- | ---------------------------------------- |
| Sambenedettese | 0-2       | Tuttocuoio     | San Benedetto del Tronto, 12 maggio 2013 |
| Castel Rigone  | 3-1       | Sambenedettese | Passignano sul Trasimeno, 15 maggio 2013 |
| Tuttocuoio     | 2-0       | Castel Rigone  | Ponte a Egola, 19 maggio 2013            |
|                |           |                |                                          |

#### Triangolare 3
| Squadra              | P.ti | G | V | N | P | GF | GS | DR |
| -------------------- | ---- | - | - | - | - | -- | -- | -- |
| 1. Ischia Isolaverde | 2    | 2 | 0 | 2 | 0 | 2  | 2  | 0  |
| 2. Messina           | 2    | 2 | 0 | 2 | 0 | 1  | 1  | 0  |
| 3. Torres            | 2    | 2 | 0 | 2 | 0 | 1  | 1  | 0  |

|                   | Risultati |                   | Luogo e data            |
| ----------------- | --------- | ----------------- | ----------------------- |
| Torres            | 0-0       | Messina           | Sassari, 12 maggio 2013 |
| Ischia Isolaverde | 1-1       | Torres            | Ischia, 15 maggio 2013  |
| Messina           | 1-1       | Ischia Isolaverde | Messina, 19 maggio 2013 |
|                   |           |                   |                         |

### Fase finale
Alla fase finale partecipano: Bra, Tuttocuoio, Ischia Isolaverde e Delta Porto Tolle (come miglior seconda alla fine della turno preliminare).

#### Semifinali
Le fasi finali della Poule Scudetto si sono giocate dal 23 al 25 maggio allo stadio comunale di Piancastagnaio (SI).
|                   | Risultati |            | Luogo e data                   |
| ----------------- | --------- | ---------- | ------------------------------ |
| Ischia Isolaverde | 4-1       | Bra        | Piancastagnaio, 23 maggio 2013 |
| Delta Porto Tolle | 1-0       | Tuttocuoio | Piancastagnaio, 23 maggio 2013 |
|                   |           |            |                                |

#### Finale
|                   | Risultati |                   | Luogo e data                   |
| ----------------- | --------- | ----------------- | ------------------------------ |
| Ischia Isolaverde | 2-1       | Delta Porto Tolle | Piancastagnaio, 25 maggio 2013 |
|                   |           |                   |                                |